# Ohagi
L'ohagi (おはぎ ou 御萩) est un wagashi, une pâtisserie traditionnelle japonaise automnale, faite de riz et de pâte de haricots rouges. Les ohagi sont élaborés en faisant tremper le riz pendant quelques heures. Le riz est alors cuit, et une couche de pâte de haricots rouges est utilisée pour envelopper manuellement les boulettes de riz formées. Certaines variantes ajoutent une couverture de farine de soja.
La recette est très proche du botamochi, mais néanmoins différente du fait de la texture de la pâte de haricots utilisée.
Le nom ohagi provient du Lespedeza japonais (hagi), une plante qui fleurit en automne.
Les éditeurs de la version anglaise du manga Rurouni Kenshin décrivent l'ohagi comme « particulièrement délicieux » lorsqu'il est consommé avec du matcha ou du thé vert.